# Artur Garcia da Silva

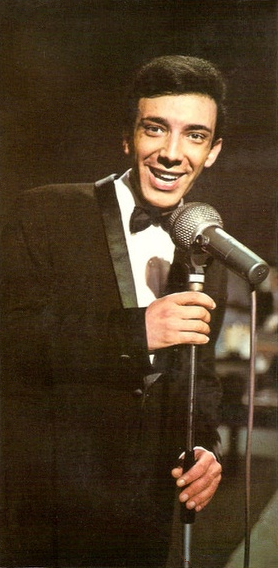
Artur Garcia, 1969

Artur Garcia da Silva (Lisboa, 15 de Abril de 1937 - Cascais, 14 de abril de 2021 (83 anos)) foi um cantor português com cerca de 250 discos gravados.

## Biografia
Artur Garcia nasceu em 15 de Abril de 1937, em Lisboa.
Começou a cantar aos 14 anos em tudo o que era salão de sociedades de recreio em dia de baile. Mais tarde, quando estava empregado num pronto-a-vestir dos Armazéns Grandela, é desafiado por alguns colegas a prestar provas na Emissora Nacional.
Entrou para a Emissora Nacional em 1955 tendo frequentado o Centro de Preparação de Artistas da Emissora Nacional, onde se estreou ao lado de nomes como Maria de Fátima Bravo, Isabel Wolmar ou Simone de Oliveira. Em 1960 deixou o Centro de Preparação Artística e ingressou nos quadros da Emissora Nacional.
Participou no III Festival da Canção Portuguesa realizado em 20 e 21 de Agosto de 1961, no Casino da Figueira da Foz, com o tema "Canção do Passado".
Participa no primeiro Grande Prémio TV da Canção com "Finalmente" que ficou em 8.º lugar.
No Teatro estreia-se em 1965, no Teatro Maria Vitória, com a revista "Todos Ao Mesmo". Participa no Festival RTP da Canção de 1965 com "Amor" (2.º lugar) e "Nasci, sonhei, cresci e amei" (5.º).
Um dos seus maiores sucessos de Artur Garcia é "Porta Secreta" o tema que levou ao Festival RTP da Canção em 1967. Ainda em 1967 venceu o Festival Luso-hispânico de Aranda de Duero com "A Dança do Mundo" e "Caminhos Perdidos" fica em 2.º no Festival da Costa Verde de Espinho. Recebe o Prémio da Imprensa em Moçambique.
No ano seguinte venceu o Festival da Figueira da Foz com "Olhos de Veludo".
Foi eleito "Rei da Rádio" em 1967, 1968 e 1969. Ainda em 1969 granjeou o título de "Príncipe do Espectáculo".
Participou no Festival RTP da Canção de 1969 com "Sombras De Ninguém". Ainda em 1969 participa no IV Festival Internacional da canção do Atlântico com "Canta! Canta!". Em 1970 regressa a Tenerife onde "Cada Qual" ficou em 2.º lugar no V Festival Internacional da Canção do Atlântico.
Com "O Homem Do Leme" volta a conseguir o 1.º Prémio do Festival da Figueira da Foz. No Festival RTP da Canção de 1974 fica em 8.º lugar com "Dona E Senhora Da Boina".
Após o 25 de Abril, Artur Garcia diminui a actividade artística e passa a ser proprietário de uma loja de discos. Em 1977 realiza uma digressão, ao lado de Amália Rodrigues, pelos Estados Unidos da América e Canadá.
Com Maria Clara grava um single com os temas "A Vida Contigo" e "Uma Casa Não É Um Lar".
Em 2005, no dia do seu aniversário, assinalou os seus 50 anos de carreira com um espectáculo no Fórum Lisboa.
Em 2007, recebeu da Câmara Municipal de Lisboa a Medalha de Mérito Municipal, no seu Grau Prata, no âmbito das comemorações do Dia Mundial do Teatro (27 de Março), a par de Deolinda Rodrigues, Octávio de Matos e, a título póstumo, Sérgio de Azevedo. Na altura, já contava com cerca de 250 discos gravados.

## Vida privada
Artur Garcia era homossexual, embora não se tenha assumido publicamente durante a maior parte da vida. Teve um relacionamento de 21 anos com outro homem, com quem se casou em 2010.

## Discografia

### Compilações
- Colecção O Melhor dos Melhores (n.º 57) (1994, CD, Movieplay)[6]

### Editoras
- Alvorada
- Columbia (Valentim de Carvalho)
- Marfer  1966-1969
- Riso & Ritmo
- Celta - 1972
- Melodia - 1973
- Roda - 1977
- CBS